# Broky
Helvijs „broky“ Saukants (* 14. února 2001) je lotyšský profesionální hráč videohry Counter-Strike 2 známý zejména jako jeden z hráčů esportového týmu FaZe Clan, jehož členem se stal v roce 2019. 
V letech 2021 až 2024 byl žebříčkem organizace HLTV zařazen mezi 20 nejlepších hráčů videohry (jeho nejlepší umístění bylo v roce 2022, kdy skončil na šestém místě). Kromě toho byl v letech 2022 až 2024 celkem třikrát vyhlášen jako nejlepší hráč turnaje (IEM Katowice 2022, BLAST Premier: Fall Finals 2022, IEM Chengdu 2024). V roce 2022 se stal s týmem FaZe Clan vítězem turnaje PGL Major Antwerp 2022, na turnaji PGL Major Copenhagen 2024 pak skončil se svým týmem na druhém místě (vítězným týmem se stal tým NAVI), stejně jako na turnaji Perfect World Shanghai Major 2024, který vyhrál ruský Team Spirit.
K roku 2024 byl nejlépe placeným esportovým hráčem v Lotyšsku.